# Orde van Concordia
De Orde van Concordia (Duits: "Concordienorden") was een Ridderorde van het in 1819 door Pruisen en Beieren verdeelde Groothertogdom Frankfurt. De Orde werd op 15 augustus 1813 in zijn zomerresidentie in Aschaffenburg door de Groothertog Carl Theodor von Dalberg ingesteld als een Orde van Verdienste en zou volgens de statuten 12 Grootkruisen, 24 Commandeurs en 24 Ridders moeten tellen.
Na de annexatie van delen van de door Groothertog Carl Theodor geregeerde gebieden werd het dragen van de ordetekens door de Beierse regering ook verder toegestaan. De Orde wordt in de literatuur daarom genoemd als een van de historische Orden van Beieren. Later, in 1866, werd Frankfurt Pruisisch.